# Munidopsis robusta
Munidopsis robusta är en kräftdjursart som först beskrevs av A Milne-Edwards 1880.  Munidopsis robusta ingår i släktet Munidopsis och familjen trollhumrar. Inga underarter finns listade i Catalogue of Life.